# 322 هـ
322 هـ هي سنة في التقويم الهجري امتدت مقابلةً في التقويم الميلادي بين سنتي 933 و934.

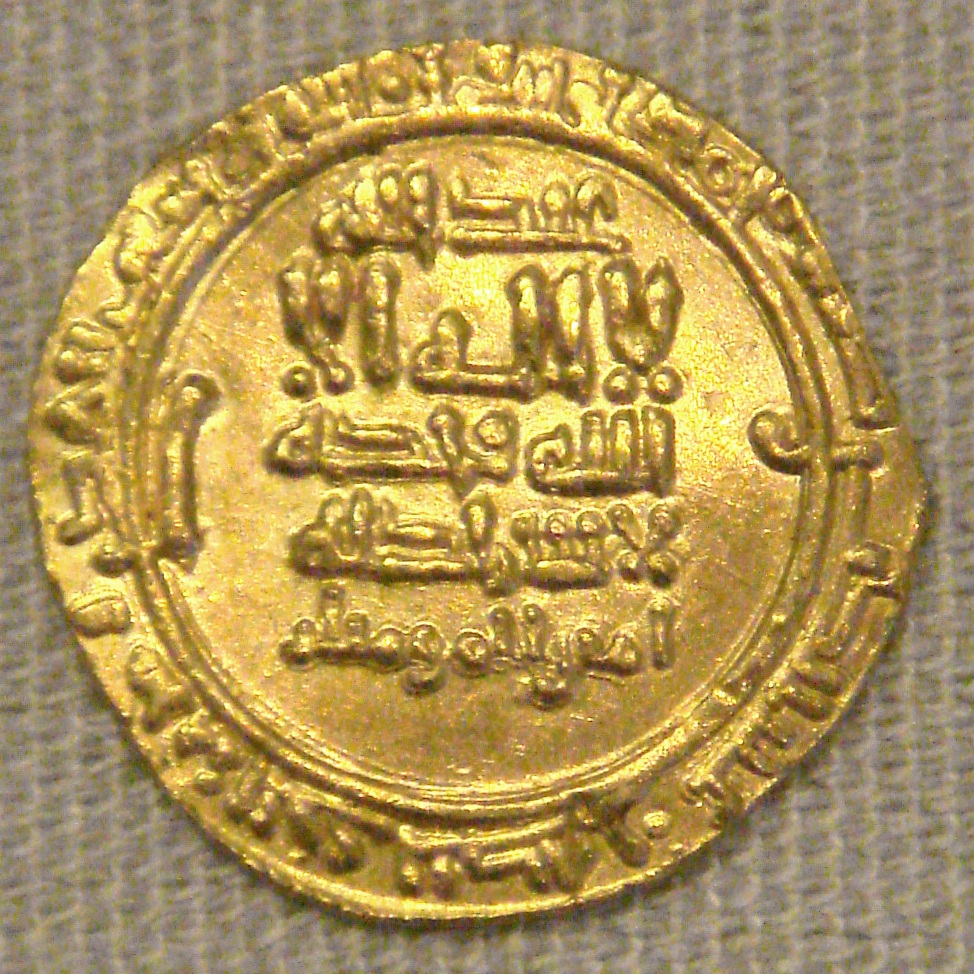
نقود فاطمية في عهد عبيد الله المهدي

## أحداث
- 6 جمادى الأولى تولية «أبي العباس أحمد المقتدر بن الموفق طلحة بن المتوكل» المعروف بـ"الراضي"، الخليفة العشرون في سلسلة خلفاء الدولة العباسية.

## مواليد
- ابن جني

## وفيات
- أبو الحسن بن طباطبا
- أبو جعفر العقيلي
- أبو حاتم الرازي (فيلسوف)
- أبو زيد البلخي
- أبو علي الروذباري
- خير النساج
- عبيد الله المهدي
- محمد بن علي الكتاني